# Tuban (kabupatenhuvudort)
Tuban är en kabupatenhuvudort i Indonesien.   Den ligger i provinsen Jawa Timur, i den västra delen av landet, 600 km öster om huvudstaden Jakarta. Tuban ligger 13 meter över havet och antalet invånare är 76 242.
Terrängen runt Tuban är varierad. Havet är nära Tuban åt nordost.Runt Tuban är det tätbefolkat, med 530 invånare per kvadratkilometer. Det finns inga andra samhällen i närheten. Omgivningarna runt Tuban är en mosaik av jordbruksmark och naturlig växtlighet.